# Бирюлинское сельское поселение (Республика Алтай)
Бирюлинское сельское поселение (алт. Билӱлӱниҥ јурт јеезези) — муниципальное образование в Майминском районе Республики Алтай Российской Федерации. Административный центр — село Бирюля.

## История
Бирюлинский сельсовет был образован 4 августа 1920 года в составе Имеринской волости Горно-Алтайского уезда Алтайской губернии. С 1 июня 1922 года стал относиться к Имеринской волости Ойротской АО. 4 мая 1923 года в связи с упразднением Имеринской волости сельсовет был передан Майминской волости (с 16 сентября 1924 года — Майминский аймак). 10 декабря 1932 года Майминский аймак был переименован в Улалинский, а 10 апреля 1933 — в Ойрот-Турский. По данным 1935 года Бирюлинский сельсовет включал селения Бирюля, Татарка и Филиал. 7 января 1948 года Ойрот-Турский аймак был переименован в Майминский аймак (с марта 1963 года — район).
В 1972 году Бирюлинский сельсовет включал населённые пункты Бирюля, Александровка, Верх-Иша, Верх-Сайдыс, Узнай, Урлу-Аспак, Средний Сайдыс и Филиал. В 1983 году сёла Средний Сайдыс и Верх-Сайдыс переданы в Кызыл-Озёкскский с/с. В 1995 году сельсовет был преобразован в сельскую администрацию. 13 января 2005 года в результате муниципальной реформы сельская администрация была преобразована в Бирюлинское сельское поселение.

## Население
| 2008  | 2009  | 2010  | 2011  | 2012  | 2013  | 2014  | 2015  | 2016  |
| ----- | ----- | ----- | ----- | ----- | ----- | ----- | ----- | ----- |
| 1569  | ↘1565 | ↘1422 | ↗1425 | ↗1432 | ↘1431 | ↘1429 | ↗1468 | ↗1495 |
| 2017  | 2018  | 2019  | 2020  | 2021  |       |       |       |       |
| ↗1539 | ↗1579 | ↗1584 | ↘1551 | ↘1379 |       |       |       |       |

## Состав сельского поселения
| № | Населённый пункт | Тип населённого пункта       | Население |
| - | ---------------- | ---------------------------- | --------- |
| 1 | Бирюля           | село, административный центр | ↗727      |
| 2 | Урлу-Аспак       | село                         | ↗427      |
| 3 | Александровка    | село                         | ↘314      |
| 4 | Филиал           | посёлок                      | ↗27       |